# Pavlos Kontides
Pavlos Kontides ((em grego) Παύλος Κοντίδης: Limassol, 11 de fevereiro de 1990) é um velejador cipriota. Velejador da classe laser, conquistou a primeira medalha olímpica de seu país.

## Carreira
Ele se tornou o primeiro atleta cipriota a ganhar uma medalha olímpica para seu país, Chipre, ao ganhar a medalha de prata nos Jogos Olímpicos de Verão de 2012 na classe Laser atrás de Tom Slingsby, tornando a receber, doze anos depois em Paris, outra medalha da mesma cor atrás do australiano Matthew Wearn. Ele ganhou o prêmio de Atleta Mundial do Ano do International Sports Prize em 2012.